# Charles-Ferdinand d'Artois
Pour les articles homonymes, voir Artois (homonymie), Duc de Berry et Berry (homonymie).
Signature
Charles-Ferdinand d’Artois, duc de Berry, né à Versailles le 24 janvier 1778 et mort à Paris le 14 février 1820, victime d’un attentat perpétré la veille à sa sortie de l’opéra, est un prince de la maison de Bourbon. Il est le fils cadet du roi Charles X et de Marie-Thérèse de Savoie.

## Biographie

### Premières années

#### Naissance

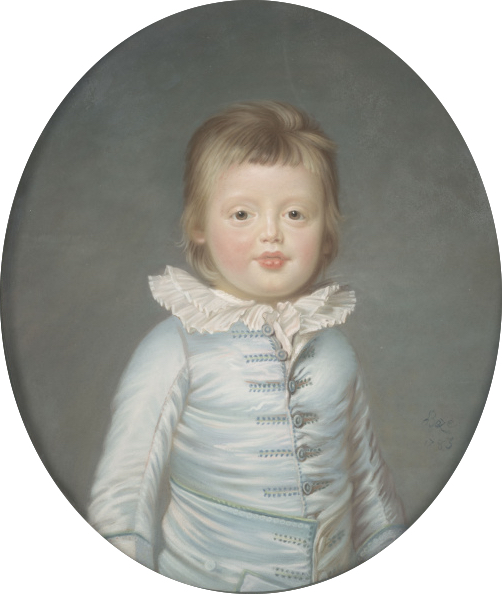
Charles-Ferdinand, duc de Berry, par Joseph Boze, 1783

Charles-Ferdinand d’Artois naît le 24 janvier 1778 et il est ondoyé le même jour dans la chapelle du château de Versailles par Joseph de Cheylus, évêque de Bayeux, en présence du roi Louis XVI et de la reine Marie-Antoinette (qui n'ont toujours pas d'enfants après sept années de mariage, et alors que leur fille aînée ne naîtra que le 19 décembre 1778).

#### Baptême

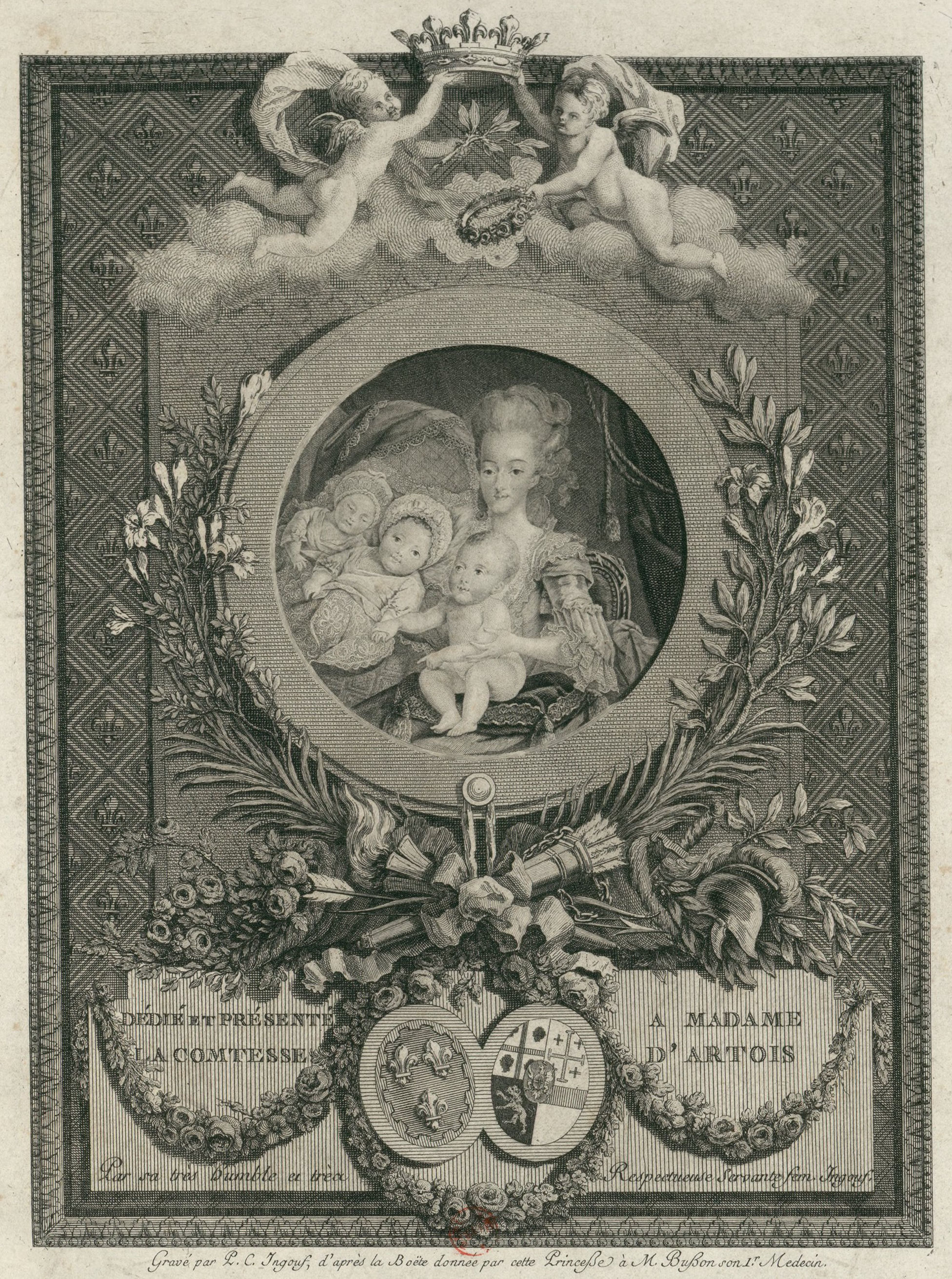
Portrait de Charles Ferdinand, duc de Berry, avec sa mère Marie-Thérèse de Savoie et ses frères et sœurs Louis-Antoine et Sophie, par Pierre Charles Ingouf (1779).

Le 28 août 1785, Charles-Ferdinand d’Artois et son frère Louis-Antoine sont baptisés dans la chapelle royale du château de Versailles par Armand de Roquelaure, évêque de Senlis. Leurs parrains respectifs sont Charles III, roi d'Espagne (représenté par Louis-Stanislas-Xavier, futur Louis XVIII) et Louis XVI, leurs marraines Marie-Antoinette d'Espagne, reine de Sardaigne (représentée par Marie-Joséphine de Savoie) et Marie-Antoinette d'Autriche.

#### Éducation et famille

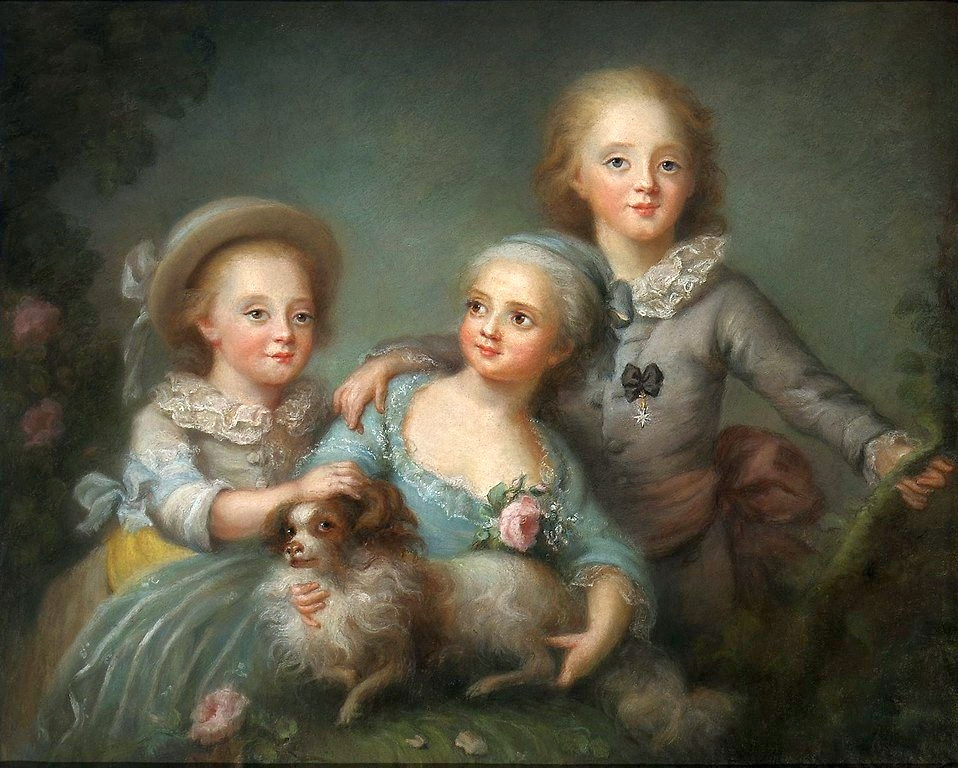
Charles-Ferdinand (à gauche) et son frère, Louis-Antoine (à droite), et soeur aînée Sophie (au centre), par Rosalie Filleul, vers 1781.

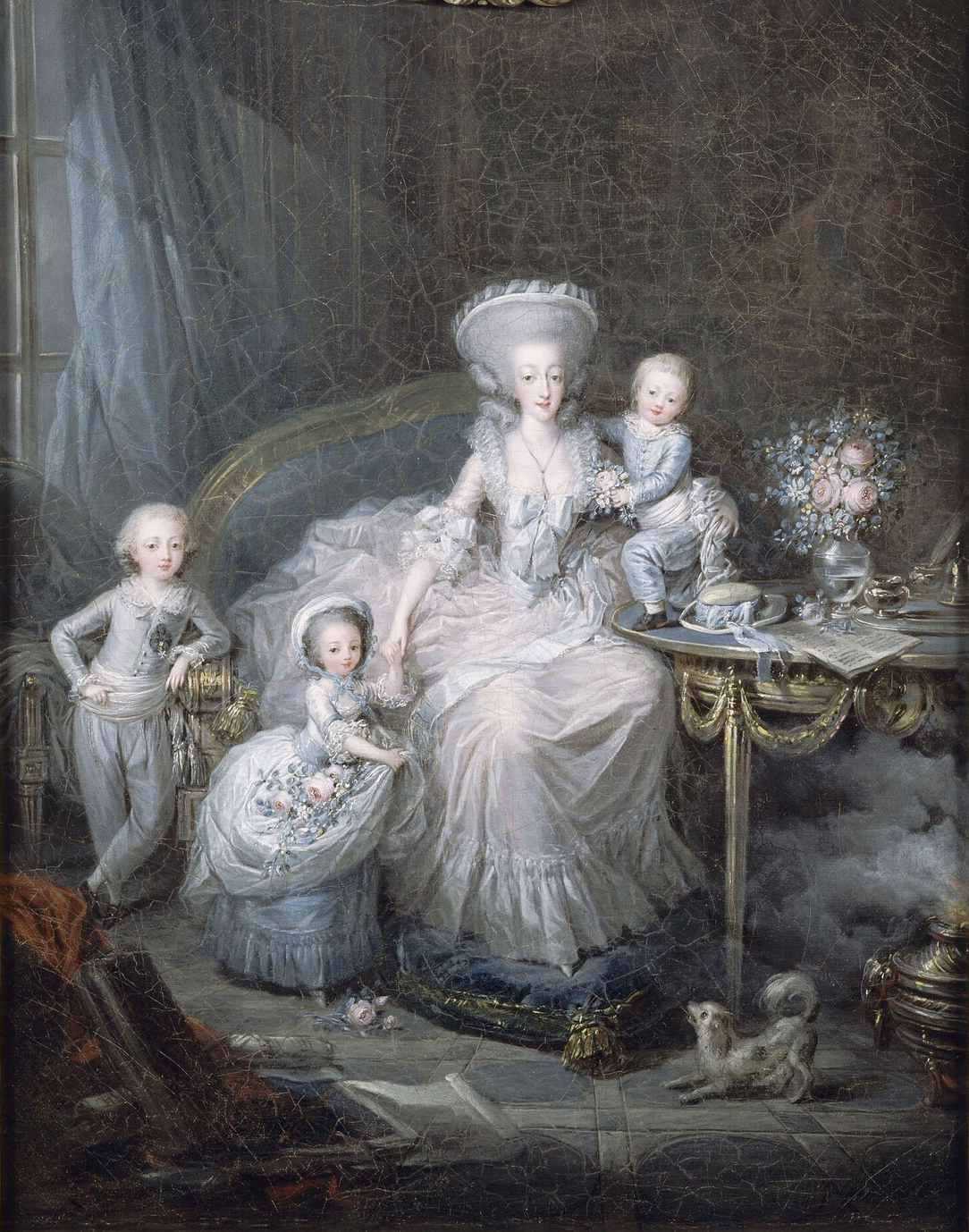
Famille de la comtesse d'Artois

Son père, le comte d'Artois, futur roi Charles X, confie l'éducation de ses deux fils au duc de Serent comme gouverneur ; celui-ci attacha au duc de Berry et à son frère, MM. de La Bourdonnaie et d'Harbouville en qualité de sous-gouverneurs, et M. de Provenchères, comme premier valet de chambre ; l'abbé Marie, professeur de mathématiques au collège Mazarin, et l'abbé Guenée, de l'Académie des sciences, furent nommés sous-précepteurs ; il manifeste un goût prononcé pour la chose militaire, la musique et le dessin.

### Révolution française et exil

#### Service dans l'armée

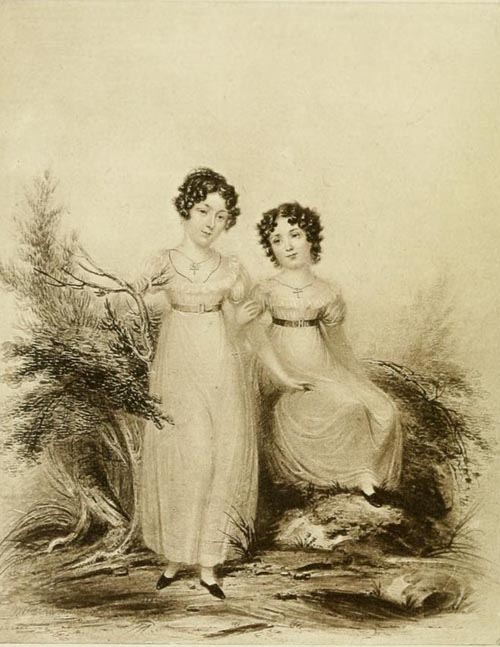
Mesdemoiselles d'Issoudun et de Vierzon :Charlotte, comtesse d'Issoudun (à gauche) et sa sœur Louise, comtesse de Vierzon (à droite).

Dès le début de la Révolution française, l'enfant suit son père en émigration. Le départ des princes du sang inaugure la fuite des opposants à la Révolution française. De 1792 à 1797, il sert dans l'armée de Condé puis passe en Grande-Bretagne. Là, il a une liaison avec Amy Brown (1783-1876), avec laquelle il se marie secrétement sans consentement royal. Ensemble, ils ont quatre enfants dont deux filles, qui seront reconnus par la famille royale sur son lit de mort.

#### Exil
À partir de 1807, le comte de La Fare, évêque de Nancy, est chargé par Louis XVIII de lui verser, ainsi qu'à son frère Louis-Antoine, duc d'Angoulême, des sommes importantes pour l'entretien de sa Maison et les pensions de l'armée des princes pour assurer la subsistance de ses compatriotes. Toutes les communications du continent avec l'Angleterre sont interdites et les militaires de l'armée de Condé ne peuvent plus recourir à Londres pour y toucher du gouvernement britannique leurs pensions alimentaires. Monsieur de La Fare est chargé d'ordonnancer et de vérifier le paiement de ces pensions sur des maisons de banque de Vienne, notamment celle du baron de Boesner, banquier viennois, qui placent les fonds sur Hambourg et Augsbourg ainsi que chez  M. A. Gnecco & Cie et M. Heath & Cie à Gênes. Pour les mois de mars et d'avril 1807, le versement est de 18 676 livres tournois (soit environ 149 408 euros[réf. nécessaire]), compte tenu de la commission de 130,5 livres du baron de Boesner. Parmi les bénéficiaires des pensions, on trouve les noms du marquis de Montaignac, du capitaine chevalier de Badasset et du marquis d'Anjorrant entre autres. Monsieur de La Fare exerce cet emploi périlleux jusqu'à la Restauration.

### Restauration

#### Retour en France
Le duc de Berry retourne en France lors de la Première Restauration avec son père, Amy Brown et ses petites-filles qu'il confie au duc de Coigny. Il y a un débat entre historiens sur l'existence d'un mariage en Angleterre entre le duc de Berry et Amy Brown (mariage catholique annulé secrètement par le Vatican ou mariage anglican que le duc a ignoré lorsqu'il s'est marié en 1816 à la princesse Marie-Caroline de Bourbon-Siciles). Pendant les Cent-Jours, il suit Louis XVIII à Gand. Il est nommé par le roi colonel général des Chevau-légers-lanciers.

#### Proximité avec la franc-maçonnerie
Politiquement, le prince passe pour un opposant à Louis XVIII et est donc un ultra-royaliste et réactionnaire au sein de la famille royale ; il est proche de la franc-maçonnerie, et le maréchal Pierre Riel de Beurnonville présente à Louis XVIII, le projet de le porter à la Grande Maîtrise du Grand Orient de France, mais il ne semble pas prouvé que ce projet ait été formellement accepté par le roi, ce qui n'empêcha pas le Grand Orient de s'en prévaloir.

### Assassinat

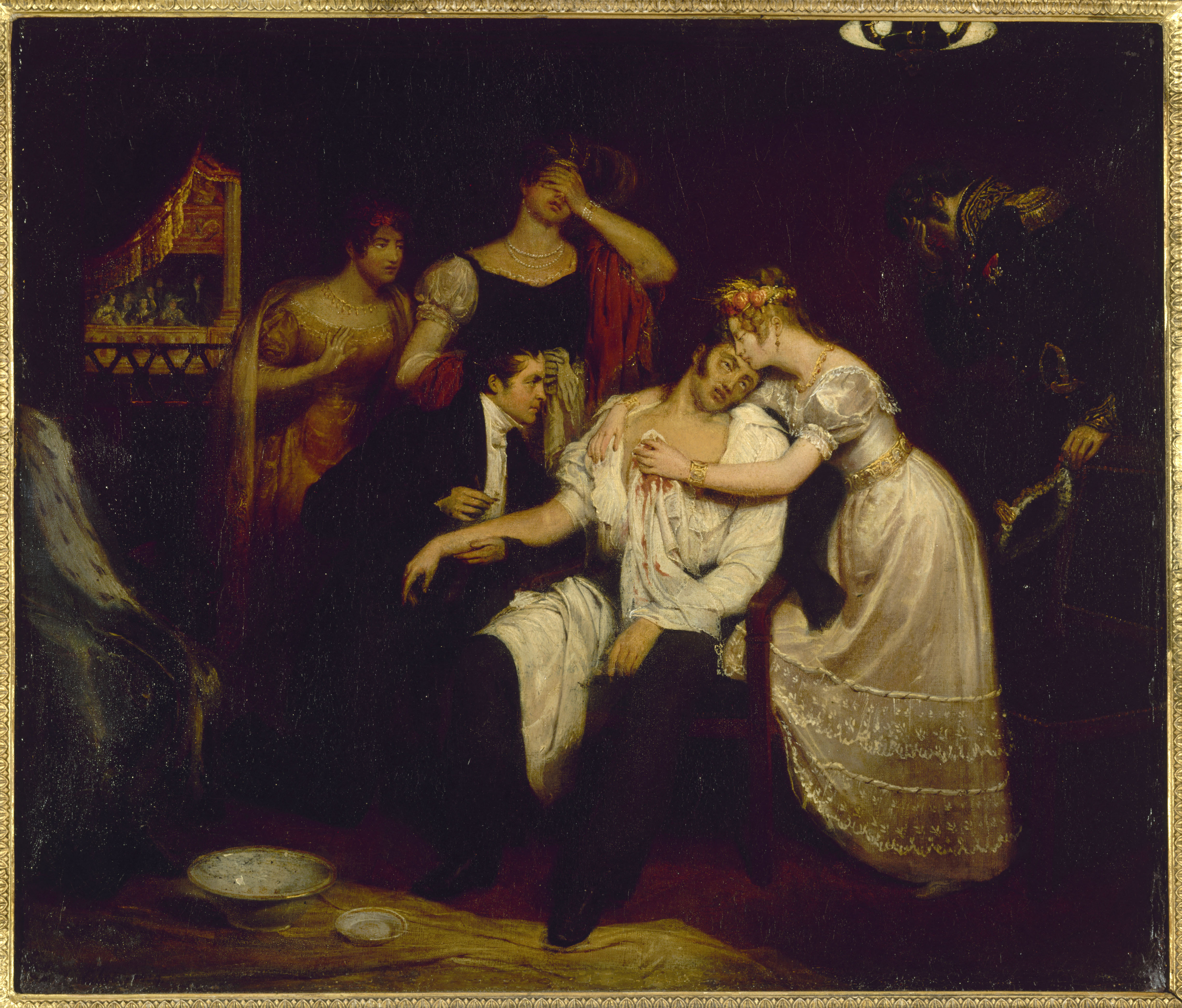
La mort du duc de Berry, par Édouard Cibot, 1829.

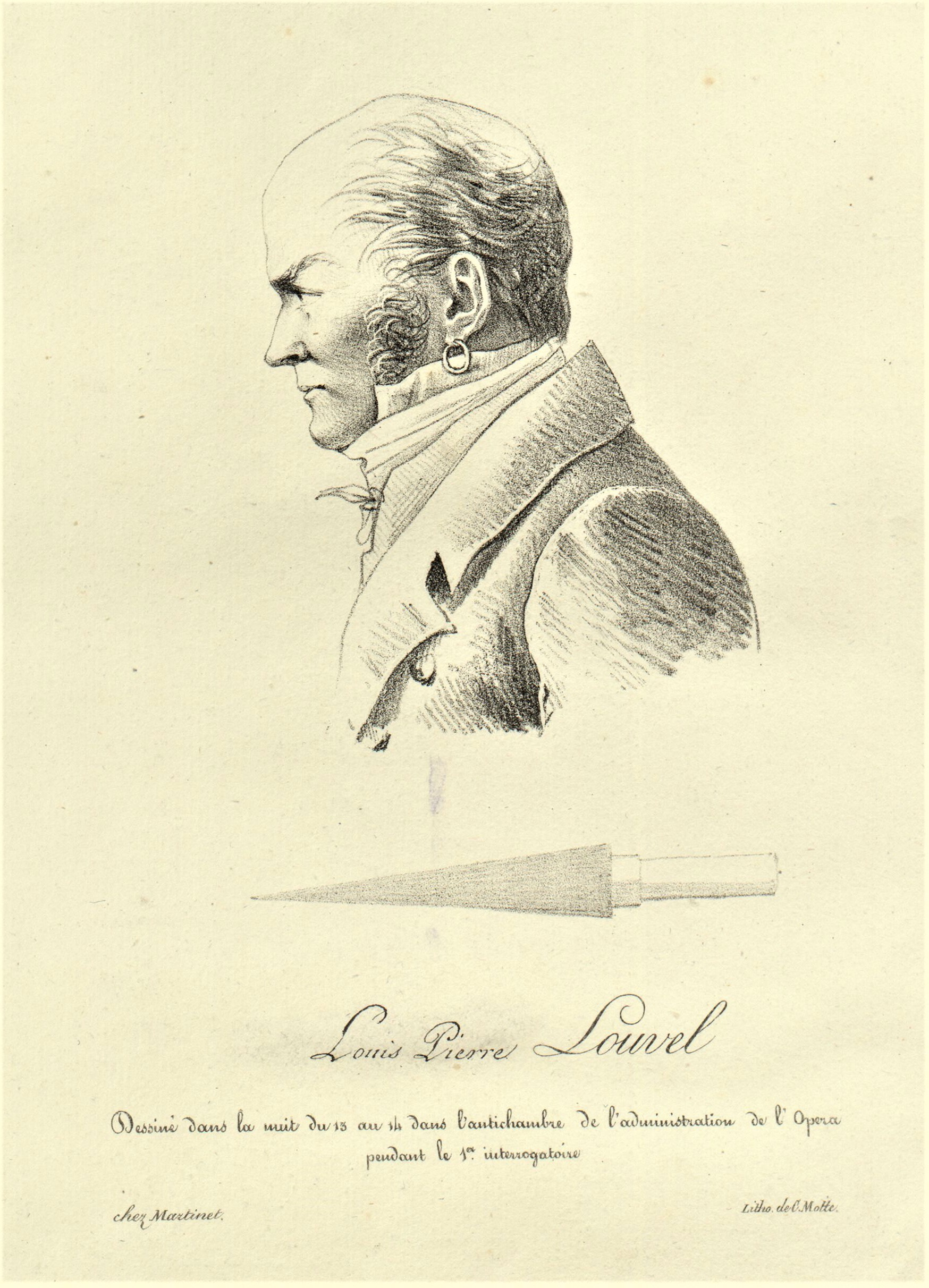
Louvel (1783-1820).

Louis XVIII n'a pas d'enfant, et le duc de Berry est le deuxième fils du futur Charles X. En tant qu'héritier du trône (après son père et son frère aîné), les ennemis des Bourbons voient en lui l'avenir de la famille royale. Il est poignardé à sa sortie de l’Opéra de la rue de Richelieu le dimanche gras 13 février 1820, vers onze heures du soir, par Louis Pierre Louvel, un ouvrier bonapartiste qui veut éteindre en lui la race des Bourbons. Le duc meurt mais l'assassin échoue dans son dessein puisque naît, quelques mois plus tard, le duc de Bordeaux, « l'enfant du miracle » selon Lamartine.
Le prince ne meurt pas sur-le-champ, il a la force d'arracher l'alêne plantée dans sa poitrine puis il tombe momentanément en syncope. Transporté dans une des salles du théâtre, il expire le lendemain à six heures du matin. Au cours de sa longue agonie, le prince révèle que son épouse, Marie-Caroline de Bourbon-Sicile, est enceinte. Il avoue l'existence de deux de ses enfants naturels,. Il demande que son assassin soit gracié et regrette de mourir de la main d'un Français.
Conséquence du deuil royal, le préfet de police Jules Anglès promulgue le jour même une ordonnance interdisant les réjouissances du Carnaval prévues dans les rues de Paris les 14 et 15 février (lundi et mardi gras). La bourse, les bals, les spectacles et tous les lieux publics sont fermés. Par la suite, l’opéra de la rue de Richelieu est rasé sur ordre de Louis XVIII, afin de faire disparaître le lieu du drame. À son emplacement se trouve aujourd’hui le square Louvois, rue de Richelieu.

## Inhumation

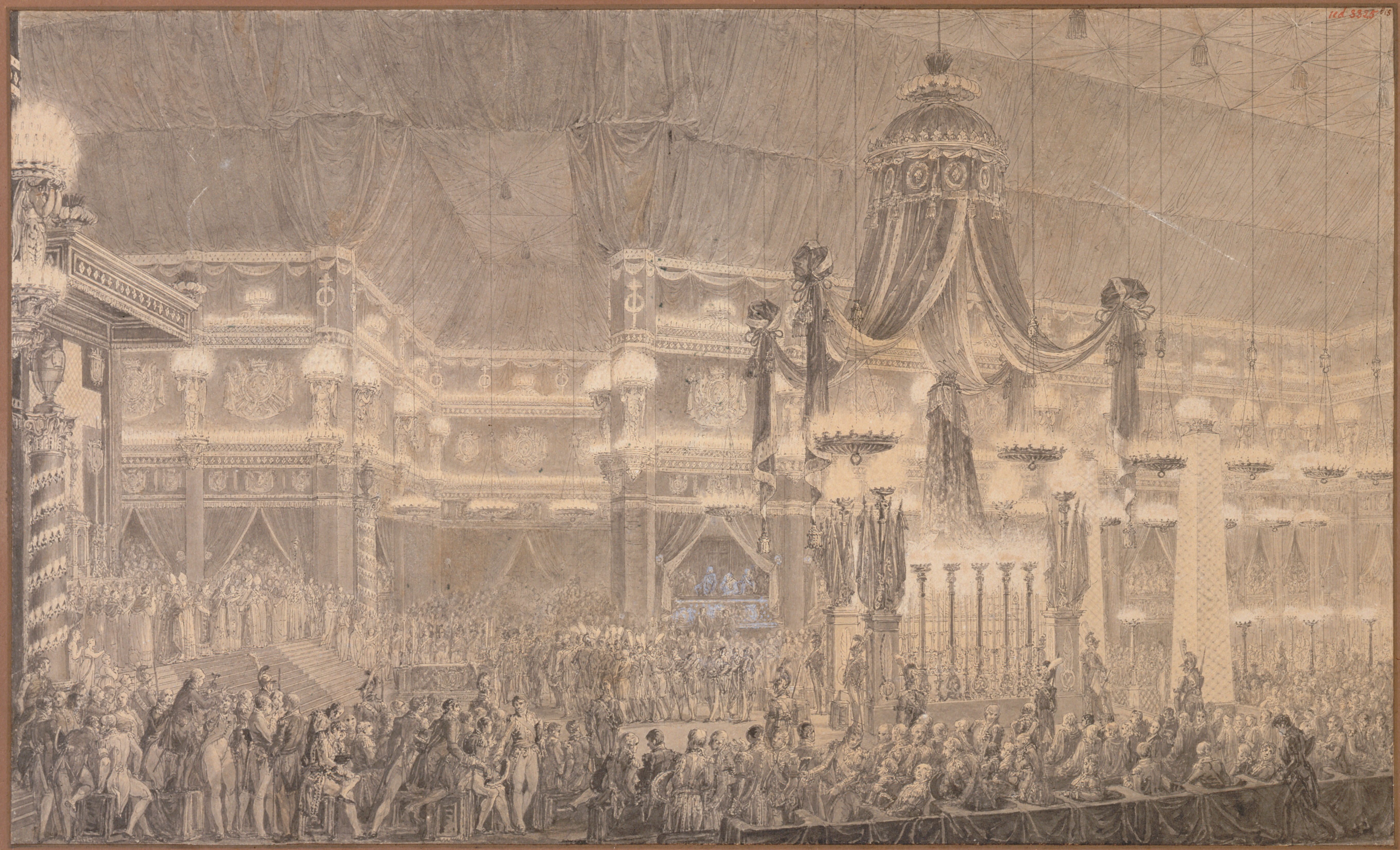
Funérailles du duc de Berry, par Jean Dugourc.

Charles-Ferdinand d’Artois est inhumé dans la basilique Saint-Denis, ses entrailles sont conservées à Lille, dans un monument funéraire érigé dans l’église Saint-Maurice et son cœur se trouve dans la chapelle du château de Rosny.

## Hommages

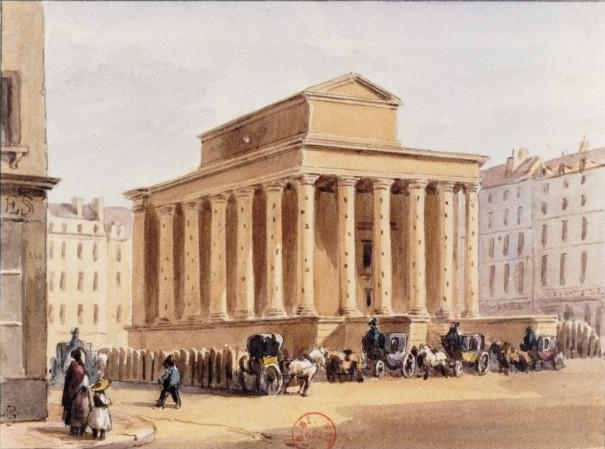
Monument expiatoire de la place Louvois.

Après sa mort, un monument expiatoire est bâti place Louvois (actuel square Louvois), à l'emplacement de l'opéra de la rue de Richelieu. Ce bâtiment doit contenir un monument funéraire en l'honneur du prince, œuvre des sculpteurs Dupaty, Cortot et Cartelier. Mais, après la révolution de 1830, le monument expiatoire est détruit et le monument funéraire est amené à Saint-Denis près de la dépouille du prince. Il reste entreposé pendant plus d'un siècle dans un débarras occupant la crypte-chapelle des Bourbons. En 1976, à la suite de la restauration de celle-ci, il est remonté derrière le chevet de la basilique, près de la sacristie du XIXe siècle.
Toujours à Paris, la rue de Berri lui rend hommage.
Sa veuve fait élever en sa mémoire entre 1820 et 1824 à Rosny-sur-Seine, où ils possédaient un château, un hospice composé de deux ailes (l'une pour soigner les malades, l'autre pour élever les enfants pauvres) et d'une chapelle où le cœur du duc devait être déposé.
À Caen, est érigé l'obélisque au duc de Berry, dessiné par Romain Harou avec des bas-reliefs de Louis Petitot.
Une rue Duc-de-Berry est inaugurée le 19 septembre 1998 à La Gorgue (Nord), en présence du prince Rémy de Bourbon Parme, descendant de la fille de Charles-Ferdinand d'Artois.

## Descendance[20]
Dès le début de la Révolution française, il émigre avec son père à l'instar de nombreux gentilshommes. De 1792 à 1797, il sert dans l'armée de Condé puis passe en Grande-Bretagne. En 1805, il a une liaison avec Amy Brown (1783-1876), qu'il épouse secrétement[réf. nécessaire]. La même année, elle donne naissance à un fils, John, puis en 1807, Amy donne naissance à un autre fils, nommé Robert Freeman. Par la suite, elle accouche de deux autres enfants, dont il avoue à son épouse, la princesse Marie-Caroline des Deux-Siciles, l'existence sur son lit de mort. Au total, le couple aurait eu quatre enfants :
- John Freeman (1805-1866), postérité ;
- Robert Freeman (1807-1823), sans postérité ;
- Charlotte-Marie-Augustine de Bourbon (1808-1886), comtesse d'Issoudun[Note 1],[14], princesse de Faucigny-Lucinge, et postérité[Note 2] ;
- Louise de Bourbon, comtesse de Vierzon (1809-1891)[15], baronne de Charette, et postérité[Note 3].

En 1814, la famille royale fait annuler son prétendu mariage avec Amy Brown[réf. nécessaire].
En 1816, il épouse en la cathédrale Notre-Dame de Paris la princesse Caroline de Bourbon-Siciles (1798-1870), fille aînée de François Ier des Deux-Siciles (1777-1830) et de Marie-Clémentine d'Autriche (1777-1801), dont il a quatre enfants, dont deux parviennent à l'âge adulte : 
- Louise Elisabeth[21], née à Paris le 13 juillet 1817, morte le lendemain.
- Louis, né et mort à Paris le 13 septembre 1818.
- Louise d'Artois (1819-1864), qui épouse en 1845 Charles III de Parme, duc de Parme (fils de Charles II, duc de Parme et de Marie-Thérèse de Savoie). Louise est la grand-mère paternelle de l'impératrice d'Autriche Zita.
- Henri d'Artois (né posthume, le 29 septembre 1820 - 1883) dit « l’enfant du Miracle »[Note 4], duc de Bordeaux, puis comte de Chambord, qui épouse en 1846 Marie-Thérèse de Modène (1817-1886) ; sans postérité, il est le dernier Bourbon descendant agnatique de Louis XV.

Le duc de Berry laisse, outre ses enfants légitimes et légitimés susmentionnés, deux fils naturels illégitimes, issus de sa liaison avec Eugénie-Virginie Oreille (1795-1875) :
- Charles-Louis-Auguste Oreille de Carrière (1815-1858), dont un fils : Charles (né en 1842), artiste lyrique, marié 1 fils ;
- Ferdinand Oreille de Carrière[Note 5] (10 octobre 1820 - 1876), dont postérité[22] ;

De sa liaison avec Mary Bullhorn, comédienne d'origine écossaise, naquit une fille en 1807. Rentrée en France en 1815, elle est naturalisée par ordonnance royale et prend le nom de Marie de la Boulaye. Elle sera mariée à Henri-Louis Bérard, dont descendance.
Il aurait eu également d’une liaison avec Marie-Sophie de La Roche (1795-1883), deux autres fils :
- Ferdinand de La Roche (1817-1908) ;
- Charles de La Roche (1820-1901).

De sa liaison avec Lucie Cosnefroye de Saint-Ange (1797-1870), comédienne – fille illégitime de la portraitiste Adèle de Romance (Adèle Romany/Adèle Mercier) et de Gabriel François Cosnefroye de Saint-Ange "Mort avant 1819, frère du chevalier de Beaune" – naquit une autre fille : Alix Mélanie Cosnefroy de Saint-Ange (Née le 16 septembre 1820 - rue de Richelieu à Paris - Décédée le 10 juin 1892 - Château de Villette par Sarron (Oise)) ,.

## Conséquences politiques de la mort du duc de Berry

### La chute de Decazes
Le meurtre en février 1820 du duc de Berry par Louis-Pierre Louvel, un bonapartiste, engendre immédiatement la chute du ministre de la Police Élie Decazes. Ce dernier est en effet considéré comme responsable du crime et, dès lors, la presse ultra se déchaîne contre lui, certains allant même jusqu'à demander sa mise en accusation.
Decazes est un homme politique haï des ultras et du comte d’Artois, le futur Charles X, père du défunt duc de Berry et frère du roi Louis XVIII. Redoutable manœuvrier, il a épuré l’administration des ultras aux élections de 1816. Il rompt également avec la droite du duc de Richelieu et, ministre de l’Intérieur, s'impose comme le chef officieux d’un cabinet théoriquement dirigé par Dessolle jusqu’en novembre 1819. Il mène une politique qui se veut libérale (sans pour autant le dire ouvertement), en s’appuyant sur les doctrinaires (qui ont choisi Louis XVIII et qui lui sont donc favorables). Son ambition est alors de « royaliser la nation et nationaliser les royalistes » ; il doit, pour ce faire, manœuvrer avec des groupes parlementaires méfiants. Désireux de développer l’économie française, il met en place des actions en faveur de l’agriculture, de l’industrie, et du commerce. Il aide également le développement de la presse grâce à la loi de mars 1819, la loi De Serre : désormais, pour fonder un journal, il suffit d’une déclaration et du dépôt d’un chèque de 10 000 Francs. L’autorisation préalable et la censure sont abolies. Cela permet à la presse nationale et régionale, qu'elle soit ultra ou libérale, de se développer.
Decazes s’attire au fil des mois les foudres des ultras, qui le trouvent trop libéral, mais aussi celles des libéraux, qui critiquent la timidité de ses réformes. Il tente de se rapprocher des ultras pour modifier la loi électorale, dans un sens plus favorable aux grands propriétaires, ce qui l'amène à la tête d’un gouvernement plus conservateur en novembre 1819. Dans les semaines qui précèdent la mort du duc de Berry, il tente de mettre en place sa réforme électorale.
Après l'assassinat du duc, la chambre des pairs refuse de voter la loi, il est alors contraint de démissionner. Chateaubriand écrit, dans ses mémoires : « le pied lui a glissé dans le sang ». La mort du duc de Berry marque donc la fin d’une expérience qui n'a pas réussi réellement à trouver sa place entre une droite ultra statique et une gauche libérale qui glisse vers une opposition de plus en plus forte dès lors que les libertés sont remises en cause.

### Le changement de politique sous le ministère Richelieu
Après la démission de Decazes, la politique du pays change radicalement. Le roi Louis XVIII rappelle le duc de Richelieu à la tête du gouvernement, pour un deuxième ministère.
Les libertés individuelles et les libertés de la presse sont suspendues, la censure et l’autorisation préalable pour fonder un journal sont rétablies.
De plus, les ultras imposent le vote d’une loi électorale destinée à freiner la montée des libéraux ; de nombreuses réactions éclatent, comme la manifestation des étudiants qui se rendent au palais Bourbon pour protester. La loi voulue par les ultras est cependant votée le 30 juin 1820. Cette loi, appelée loi du « double-vote », réorganise l’élection des députés. En effet, 258 d’entre eux seraient élus par tous les électeurs lors d’un scrutin d’arrondissement, et les 172 restants seraient élus dans les chefs-lieux par le quart des électeurs les plus imposés. Ces derniers voteraient donc deux fois. Une autre loi électorale permet également de faire passer certains des électeurs « suspects » sous la barre d’imposition des 300 francs, nécessaire pour avoir le droit de vote. Cela permet donc aux ultras de remporter une large victoire aux élections de novembre 1820, et d’écraser les oppositions.
En outre, le 5 juillet 1820, les universités sont contrôlées par les autorités ; le 27 février 1821, l’enseignement secondaire est placé sous surveillance du clergé.
Richelieu doit nommer des ultras au sein du gouvernement. Il est contraint de démissionner en raison des exigences toujours plus grandes de ses ministres. Il est remplacé en décembre 1821 par Joseph de Villèle, qui continue une politique ultra dans la lignée de celle de Richelieu : il place les universités sous tutelle de l’Église, la presse est de plus en plus contrôlée, et il lutte contre la Charbonnerie.

## Iconographie
Le cabinet des arts graphiques du musée Carnavalet et son cabinet de numismatique conservent de nombreuses estampes et médailles relatives à l'assassinat du duc de Berry, qui introduisent un parallèle entre sa mort et celles d'Henri IV, Louis XVI et Marie-Antoinette.

## Titulature et décorations

### Titulature
- 24 janvier 1778 — 26 mars 1815 : Son Altesse Royale Charles-Ferdinand d'Artois, duc de Berry , petit-fils de France
- 26 mars 1815 — 14 février 1820 : Son Altesse Royale Charles-Ferdinand d'Artois, duc de Berry, fils de France

### Décorations dynastiques
Ordre de Malte
| Ordre de Malte | Grand Prieur de l'Ordre de Malte |

 Royaume d'Espagne
| Ordre de la Toison d'Or | Chevalier de l'ordre de la Toison d'Or (1814) |

 Royaume de France
| Ordre du Saint-Esprit                   | Chevalier des ordres du Roi (31 mai 1789)                                  |
| Ordre national de la Légion d'honneur   | Grand-croix de l’ordre royal de la Légion d'honneur (3 juillet 1816)       |
| Ordre royal et militaire de Saint-Louis | Grand-croix de l’ordre royal et militaire de Saint-Louis (10 juillet 1816) |
| Décoration du Lys                       | Décoration du Lys                                                          |

## Armoiries
D’azur aux trois fleurs de lys d’or et la bordure crénelée de gueules.

bordure engrêlée

Selon Anselme et PopoffD’azur aux trois fleurs de lys d’or et la bordure engrêlée de gueules.

## Sources
- Les papiers personnels de Charles-Ferdinand d'Artois, duc de Berry et de son épouse Caroline des Deux-Siciles sont conservés aux Archives nationales sous la cote 371AP[29].
- Jacques-Alphonse Mahul, Annuaire nécrologique, ou Supplément annuel et continuation de toutes les biographies ou dictionnaires historiques, 1re année, 1820, Paris : Baudoin , 1821, p. 11-19  ; et l'on peut y lire sur Louvel les p. 136-144
- Charles Ferdinand d'Artois, duc de Berry (1778-1820). Père du comte de Chambord, Jean-Jacques Boucher Fernand Lanore, 2000
- Mémoires, lettres et pièces authentiques touchant la vie et la mort de S.A.R. Monseigneur Charles-Ferdinand d'Artois, fils de France, Duc de Berry, François René de Chateaubriand
- Discours à la mémoire de Charles-Ferdinand d'Artois, duc de Berri, Jean-François-Hyacinthe Feutrier, 1820
- Éloge de S. A. R. Charles-Ferdinand d'Artois, duc de Berry, fils de France, discours qui a remporté MAQUART-Antoine François Nicolas, 1820
- Oraison funèbre de S. A. R. Mgr Charles-Ferdinand d'Artois, fils de France, duc de Berry, Barthélemy-Louis Enfantin, 1820
- Vie de S. A. R. Charles Ferdinand d'Artois, duc de Berry, Jérôme Delandine de Saint-Esprit, 1820
- Éloge historique de Charles-Ferdinand d'Artois, duc de Berry, Chazet René De, 1820